# Фабрика (стихотворение)
Фабрика — стихотворение Александра Блока, написанное 24 ноября 1903 года. Впервые опубликовано в 1904 году, в составе сборника «Распутья».
В советской интерпретации интерпретировалось как свидетельство стихийной близости Блока к коммунистическим взглядам: по мнению Сергея Наровчатова,
Такие стихи, будь тогда поэт хоть на полшага ближе к революции, охотно бы напечатала любая большевистская газета. Интуицией большого художника Блок ощутил и разделил главное: труд и его присвоение. <…> Поэт в шестнадцати строках, как бы мы сказали сейчас, провёл чёткий классовый анализ нового для себя явления.
В то же время ряд специалистов (К. Мочульский, Н. Венгров) связывает появление «Фабрики» с усилившимся влиянием на Блока поэзии Валерия Брюсова с её урбанистическим колоритом.
Зара Минц обращает внимание на то, что наряду с новой для лирики Блока социальностью в «Фабрике» поэт оперирует и новым для себя соотношением пространственных категорий, сталкивая верх и низ, подвижное и неподвижное.